# Vladimíra Danišková
Vladimíra Danišková (ur. 8 października 1970 w Bańskiej Bystrzycy) – słowacka koszykarka występująca na pozycjach silnej skrzydłowej lub środkowej, reprezentantka Czechosłowacji, a po rozpadzie – Słowacji.

## Osiągnięcia
Na podstawie, o ile nie zaznaczono inaczej.

### Drużynowe
- Uczestniczka międzynarodowych rozgrywek Pucharu Ronchetti (2000/2001)

### Reprezentacja
Seniorska
- Uczestniczka:
  - mistrzostw świata (1998 – 8. miejsce)[2]
  - kwalifikacji do Eurobasketu (1997 – 2. miejsce)

Młodzieżowe
- Wicemistrzyni Europy:
  - U–18 (1988)[3]
  - U–16 (1987)[4]
- Uczestniczka mistrzostw świata U–19 (1989 – 4. miejsce)[5]